# Scenedesmaceae
Famille
Les Scenedesmaceae sont une famille d’algues vertes de l’ordre des Sphaeropleales. Ce sont des organismes unicellulaires.

## Étymologie
Le nom vient du genre type Scenedesmus, de scene-, « cabane, abri », et –desm, « lien, ligament », en référence au regroupement en colonies de 2 à 32 individus de ces algues.

## Liste des genres
Selon AlgaeBase (31 juillet 2017) et World Register of Marine Species (31 juillet 2017) :
- sous-famille des Coelastreae
  - genre Soropediastrum Wille, 1924
- sous-famille des Coelastroideae
  - genre Asterarcys A.Comas Gonzales, 1981
  - genre Coelastrella Chodat, 1922
  - genre Coelastrum Nägeli, 1849
  - genre Dimorphococcus Braun, 1855
  - genre Hariotina P.-A.Dangeard, 1889
- sous-famille des Desmodesmoideae
  - genre Desmodesmus (R.Chodat) S.S.An, T.Friedl & E.Hegewald, 1999
  - genre Neodesmus F.Hindák, 1976
  - genre Pseudodidymocystis Hegewald & Deason, 1989
- sous-famille des Scenedesmoidea
  - genre Chodatodesmus Hegewald, Bock & Krientitz, 2013
  - genre Comasiella E.Hegewald, M.Wolf, A.Keller, Friedl & Krienitz, 2010
  - genre Enallax Pascher, 1943
  - genre Pectinodesmus Hegewald, Wolf, Keller, Friedl & Krienitz, 2010
  - genre Scenedesmus Meyen, 1829
  - genre Suxenella P.Srivastava & M.Nizamuddin, 1939
  - genre Verrucodesmus Hegewald, 2013
  - genre Westella De Wildeman, 1897
  - genre Acutodesmus (Hegewald) Tsarenko, 2001
  - genre Astrocladium Tschourina, 1909
  - genre Bilgramia R.N.Yadava, 1990
  - genre Closteriococcus W.Schmidle, 1905
  - genre Coelastropsis B.Fott & T.Kalina, 1979
  - genre Cohniella Schröder, 1897
  - genre Crucigeniopsis F.Hindák, 1984
  - genre Danubia F.Hindák, 1977
  - genre Gilbertsmithia M.O.P.Iyengar, 1975
  - genre Gloeoactinium G.M.Smith, 1926
  - genre Hylodesmus Eliás, Nemcová, Skaloud, Neustupa, Kaufnerová & Sejnohová, 2009
  - genre Komarekia Fott, 1981
  - genre Lauterborniella Schmidle, 1900
  - genre Pseudotetrastrum Hindák, 1977
  - genre Schmidledesmus P.C. Silva, 1970
  - genre Schmidleia J. Woloszynska, 1914
  - genre Schroederiella Woloszynska, 1914
  - genre Scotiellopsis Vinatzer, 1975
  - genre Staurogenia Kützing, 1849
  - genre Tetradesmus G.M.Smith, 1913
  - genre Tetrallantos Teiling, 1916
  - genre Tetranephris C.R.Leite & C.E.M.Bicudo, 1977
  - genre Tetrastrum Chodat, 1895
  - genre Westellopsis C.-C.Jao, 1959
  - genre Willea Schmidle, 1900